# Nyabisheke (periodiskt vattendrag)
Nyabisheke är ett periodiskt vattendrag i Burundi.   Det ligger i provinsen Bururi, i den sydvästra delen av landet, 80 km söder om huvudstaden Bujumbura.
Omgivningarna runt Nyabisheke är en mosaik av jordbruksmark och naturlig växtlighet. Runt Nyabisheke är det tätbefolkat, med 319 invånare per kvadratkilometer.